# Rémi Pauriol
Rémi Pauriol (Aix-en-Provence, 4 de abril de 1982) es un ciclista francés que debutó como profesional en 2006 y se retiró al final de la temporada 2013.

## Biografía
Rémi Pauriol pasó a profesional en 2006 con el equipo Crédit Agricole, donde fue miembro de este equipo hasta 2008. En 2008, fue seleccionado por la selección francesa para disputar los Juegos Olímpicos de Pekín.
En 2009, fichó por el equipo Cofidis, le Crédit en Ligne, en el que permaneció dos años. En 2011 recaló en el FDJ.
El 27 de enero de 2014 anunció su retirada del ciclismo tras ocho temporadas como profesional y con 31 años de edad, tras la desaparición del equipo Sojasun. Al dejar la bicicleta se dedicó a invertir en una bodega familiar en Lambesc.

## Palmarés
2007
- 1 etapa del Tour de Valonia
- Route Adélie

2009
- Gran Premio Ciclista la Marsellesa
- Gran Premio de Lugano

2012
- Les Boucles du Sud Ardèche

## Resultados en Grandes Vueltas
| Carrera | Carrera         | 2006  | 2007 | 2008 | 2009 | 2010 | 2011 | 2012 | 2013 |
| ------- | --------------- | ----- | ---- | ---- | ---- | ---- | ---- | ---- | ---- |
|         | Giro de Italia  | 122.º | —    | —    | —    | —    | —    | —    | —    |
|         | Tour de Francia | —     | —    | 78.º | 43.º | 38.º | Ab.  | —    | —    |
|         | Vuelta a España | —     | Ab.  | —    | —    | 73.º | —    | 23.º | —    |

—: no participa

Ab.: abandono